# Шестун Фроїм Срулевич
Фроїм Срулевич Шестун (івр. אפרים שסטון, нар. 17 лютого 1930, Літин, Вінницька область, УРСР — пом. 29 січня 2020, Дімона, Ізраїль) — радянський активіст єврейського руху, в'язень Сіону, музикант.

## Біографія
Народився в містечку Літин Вінницької області 17 лютого 1930 року в родині робітника Шестуна Ізраїля Мордковича та домогосподарки Шестун Люби Фроїмівни. У дитинстві переїхав із батьками та сестрою Розалією до Вінниці, де батько знайшов роботу на хлібозаводі. До Другої світової війни почав навчатися у Вінницькій музичній школі № 1 за класом скрипки у Юхима Григоровича Брондза, учня народного артиста Української РСР Петра Столярського. З 1941 по 1945 рік був в евакуації в П'ятигорську і Ташкенті. Закінчивши у 1947 році музичну школу у Вінниці, вступив до Львівського музичного училища.
Коли у вересні 1948 року до Москви прибула перша посолка Ізраїлю у Радянському Союзі Голда Меїр, Фроїм Шестун загорівся ідеєю виїхати до Ізраїлю. Разом із Михайлом Шильцем, Феліксом Бергером, Леонідом Резніковим, Ізмаїлом Драком й іншими учнями та студентами Львова створив нелегальну організацію «Союз єврейської молоді» («СЄМ»). «Союз єврейської молоді» проголосив своєю метою домагатися дозволу на виїзд до Ізраїлю для боротьби за життя єврейської держави. Учасниками організації було вирішено, що кожен із активістів має входити до групи з трьох осіб та голови. Усередині цього «осередку» планувалося пропагувати єврейську історію, іврит і всіляко стежити за політичним становищем молодої єврейської держави.
Шестуна разом з іншими членами організації було заарештовано навесні 1949 року УМДБ Львівської області та у липні того ж року засуджено Особливою нарадою НКВС СРСР на 10 років виправно-трудових таборів. Термін ув'язнення відбував у Степлазі. Перебував на спільних роботах, будівництві залізниці, потім — музикант табірного оркестру та цирульник. 1951 року в Степлазі познайомився зі скрипалем-віртуозом Олександром Якуловим, з яким згодом дружив. У 1954 році, через 5 років та 8 місяців, був звільнений за недоведеністю злочину. Після звільнення відновився на навчанні у Львівському музичному училищі, яке закінчив екстерном у 1957 році.
Згодом працював на музично-педагогічному факультеті Вінницького державного педагогічного інституту, паралельно виконуючи роль концертмейстера оркестру Вінницького музично-драматичного театру та музичного колективу 45-го експериментального механічного заводу. У середині 1970-х років отримав посаду завідувача струнного відділу Вінницької дитячої музичної школи № 1. Серед його учнів: скрипковий майстер та викладач А. Сергієнко, концертмейстер театру опери та балету в Красноярську В. Покотилюк, І. Горін з симфонічного оркестру у Філадельфії, Л. Страхова з камерного ансамблю в італійському місті Риволі та багато інших.
З 1990 року — в Ізраїлі. У 1994 році Фроїм Шестун отримав звання «В'язень Сіону» і став провідним скрипачом камерного ансамблю «Камерата-Дімона». Помер 29 січня 2020 року в ізраїльському місті Дімоні.